# Rhopalochernes chamberlini
Espèce
Rhopalochernes chamberlini est une espèce de pseudoscorpions de la famille des Chernetidae.

## Distribution
Cette espèce est endémique de l'État d'Aragua au Venezuela. Elle se rencontre vers Pueblo Cuyagua.

## Description
La femelle holotype mesure 1,42 mm.

## Étymologie
Cette espèce est nommée en l'honneur de Joseph Conrad Chamberlin.

## Publication originale
- Heurtault, 1998 : Pseudoscorpions of the genus Rhopalochernes (Chernetidae) from Panama and Venezuela. Journal of Arachnology, vol. 26, no 3, p. 442-446 (texte intégral).